# Prima Lega 1951-1952 (calcio)
La Prima Lega 1951-1952, campionato svizzero di terza serie, si concluse con la vittoria del Wil.

## Regolamento
Scopo del torneo è quello di ottenere due promozioni e quattro retrocessioni.
Torneo svolto in due fasi: la prima fase vede le 36 squadre partecipanti suddivise, con criterio regionale, in tre gironi composti da 12 squadre ciascuno, in cui le prime classificate di ogni girone, si affrontano nella fase finale, in un mini-torneo a tre, per stabilire le due squadre promosse in Lega Nazionale B. Le ultime tre squadre di ciascun girone vengono retrocesse direttamente in Seconda Lega. Per stabilire la quarta retrocessione si ricorre (fase finale) ad un mini-torneo a tre, in cui partecipano le squadre penultime classificate di ogni girone. La prima fase vede le squadre impegnate in gare di andata e ritorno, mentre la fase finale prevede incontri in gare unica.

## Girone ovest

### Classifica finale
|  | Pos. | Squadra               | Pt | G  | V  | N | P  | GF | GS | DR  |
|  | ---- | --------------------- | -- | -- | -- | - | -- | -- | -- | --- |
|  | 1.   | Yverdon               | 28 | 22 | 10 | 8 | 4  | 33 | 28 | +5  |
|  | 2.   | Thun                  | 27 | 22 | 10 | 7 | 5  | 53 | 34 | +19 |
|  | 3.   | Vevey                 | 27 | 22 | 12 | 3 | 7  | 44 | 38 | +6  |
|  | 4.   | Martigny              | 25 | 22 | 9  | 7 | 6  | 41 | 33 | +8  |
|  | 5.   | Sierre                | 23 | 22 | 8  | 7 | 7  | 52 | 43 | +9  |
|  | 6.   | US Lausanne           | 23 | 22 | 9  | 5 | 8  | 40 | 36 | +4  |
|  | 7.   | Forward Morges        | 23 | 22 | 8  | 7 | 7  | 33 | 36 | -3  |
|  | 8.   | International Ginevra | 22 | 22 | 9  | 4 | 9  | 51 | 52 | -1  |
|  | 9.   | Central Friburgo      | 20 | 22 | 7  | 6 | 9  | 47 | 50 | -3  |
|  | 10.  | La Tour-de-Peilz      | 20 | 22 | 8  | 4 | 10 | 47 | 50 | -3  |
|  | 11.  | Montreux-Sports       | 16 | 22 | 4  | 8 | 10 | 45 | 64 | -19 |
|  | 12.  | Stade Lausanne        | 10 | 22 | 4  | 2 | 16 | 36 | 64 | -28 |

Legenda:

      Ammessa alla fase finale per la promozione in Lega Nazionale B 1952-1953.

      Ammessa alla fase finale per la retrocessione in Seconda Lega 1952-1953.

      Retrocessa in Seconda Lega 1952-1953.

Note:
Due punti a vittoria, uno a pareggio, zero a sconfitta.

## Girone centrale

### Classifica finale
|  | Pos. | Squadra           | Pt | G  | V  | N  | P  | GF | GS | DR  |
|  | ---- | ----------------- | -- | -- | -- | -- | -- | -- | -- | --- |
|  | 1.   | Soletta           | 32 | 22 | 13 | 6  | 3  | 50 | 26 | +24 |
|  | 2.   | Concordia Basilea | 31 | 22 | 14 | 3  | 5  | 55 | 28 | +27 |
|  | 3.   | Olten             | 27 | 22 | 10 | 7  | 5  | 46 | 30 | +16 |
|  | 4.   | Derendingen       | 23 | 22 | 6  | 11 | 5  | 28 | 25 | +3  |
|  | 5.   | Helvetia Berna    | 22 | 22 | 8  | 6  | 8  | 46 | 42 | +4  |
|  | 6.   | Kleinhüningen     | 22 | 22 | 8  | 6  | 8  | 38 | 34 | +4  |
|  | 7.   | Porrentruy        | 21 | 22 | 9  | 3  | 10 | 26 | 38 | -12 |
|  | 8.   | St. Imier         | 20 | 22 | 8  | 4  | 10 | 45 | 45 | 0   |
|  | 9.   | Lengnau           | 19 | 22 | 9  | 1  | 12 | 30 | 41 | -11 |
|  | 10.  | Moutier           | 18 | 22 | 7  | 4  | 11 | 28 | 38 | -10 |
|  | 11.  | Burgdorf          | 16 | 22 | 6  | 4  | 12 | 29 | 38 | -9  |
|  | 12.  | Birsfelden        | 13 | 22 | 6  | 1  | 15 | 30 | 66 | -33 |

Legenda:

      Ammessa alla fase finale per la promozione in Lega Nazionale B 1952-1953.

      Ammessa alla fase finale per la retrocessione in Seconda Lega 1952-1953.

      Retrocessa in Seconda Lega 1952-1953.

Note:
Due punti a vittoria, uno a pareggio, zero a sconfitta.

## Girone est

### Classifica finale
|  | Pos. | Squadra           | Pt | G  | V  | N | P  | GF | GS | DR  |
|  | ---- | ----------------- | -- | -- | -- | - | -- | -- | -- | --- |
|  | 1.   | Wil               | 39 | 22 | 19 | 1 | 2  | 82 | 18 | +64 |
|  | 2.   | Red Star          | 35 | 22 | 16 | 3 | 3  | 57 | 23 | +24 |
|  | 3.   | Baden             | 25 | 22 | 11 | 3 | 8  | 37 | 27 | +10 |
|  | 4.   | Blue Stars Zurigo | 21 | 22 | 10 | 1 | 11 | 44 | 49 | -5  |
|  | 5.   | Old Boys Basilea  | 21 | 22 | 10 | 1 | 11 | 37 | 45 | -8  |
|  | 6.   | Arbon             | 21 | 22 | 8  | 5 | 9  | 34 | 46 | -12 |
|  | 7.   | Wetzikon          | 19 | 22 | 7  | 5 | 10 | 35 | 39 | -4  |
|  | 8.   | Brühl             | 18 | 22 | 9  | 0 | 13 | 41 | 45 | -4  |
|  | 9.   | Ceresio           | 18 | 22 | 7  | 4 | 11 | 36 | 46 | -10 |
|  | 10.  | Schöftland        | 18 | 22 | 6  | 6 | 10 | 41 | 53 | -12 |
|  | 11.  | Trimbach          | 17 | 22 | 6  | 5 | 11 | 38 | 56 | -18 |
|  | 12.  | Uster             | 12 | 22 | 5  | 2 | 15 | 27 | 62 | -35 |

Legenda:

      Ammessa alla fase finale per la promozione in Lega Nazionale B 1952-1953.

      Ammessa alla fase finale per la retrocessione in Seconda Lega 1952-1953.

      Retrocessa in Seconda Lega 1952-1953.

Note:
Due punti a vittoria, uno a pareggio, zero a sconfitta.

## Finali per la promozione in LNB
| giugno 1952 | Wil | 1 - 0 | Soletta | Wil |
| giugno 1952 |     |       |         | Wil |

| giugno 1952 | Yverdon | 0 - 0 | Wil | Yverdon-les-Bains |
| giugno 1952 |         |       |     | Yverdon-les-Bains |

| giugno 1952 | Soletta | 2 - 0 | Yverdon | Soletta |
| giugno 1952 |         |       |         | Soletta |

## Finali per la retrocessione in Seconda Lega
| giugno 1952 | Burgdorf | 2 - 2 | Trimbach | Burgdorf |
| giugno 1952 |          |       |          | Burgdorf |

| luglio 1952 | Montreux-Sports | 0 - 0 | Burgdorf | Montreux |
| luglio 1952 |                 |       |          | Montreux |

| luglio 1952 | Trimbach | 2 - 3 | Montreux-Sports | Trimbach |
| luglio 1952 |          |       |                 | Trimbach |

## Verdetti Finali
- FC Wil vincitore del torneo.
- FC Wil e FC Soletta promosse in Lega Nazionale B
- FC Trimbach, FC Uster, FC Birsfelden e Stade Lausanne retrocesse in Seconda Lega.